# Стадион Святого Петра
Стадион Святого Петра (также называется Кампо Кардинале Франц-Иосиф Спеллман) представляет собой объединённый футбольный стадион в Риме, Италия. На стадионе проводятся матчи Ватиканской футбольной лиги, Кубка Клерикус и национальной сборной по футболу Ватикана.

## Обзор
Стадион вмещает 500 зрителей и оборудован искусственным покрытием и прожекторами. Поле известно тем, что с него открывается вид на базилику Святого Петра.

## Международные матчи

### Список матчей
| 10 Мая 2014 | Ватикан | 0-2    | Монако | Рим, Италия                    |
|             |         | Report |        | Стадион: Стадион Святого Петра |